# Vikarabad
Vicarabad là một thị xã và là một nagar panchayat của quận Rangareddi thuộc bang Telangana, Ấn Độ.

## Nhân khẩu
Theo điều tra dân số năm 2001 của Ấn Độ, Vicarabad có dân số 42.258 người. Phái nam chiếm 50% tổng số dân và phái nữ chiếm 50%. Vicarabad có tỷ lệ 64% biết đọc biết viết, cao hơn tỷ lệ trung bình toàn quốc là 59,5%: tỷ lệ cho phái nam là 72%, và tỷ lệ cho phái nữ là 57%. Tại Vicarabad, 13% dân số nhỏ hơn 6 tuổi.